# 卡罗琳·德鲁安
卡罗琳·德鲁安（法語：Caroline Drouin，1996年7月7日—），法国女子橄榄球运动员。她曾代表法国七人制国家队参加2020年夏季奥林匹克运动会七人制橄榄球比赛，获得一枚银牌